# Nikolai Kapitonovich Nikolski
Nikolaj Kapitonovič Nikolʹskij, aussi écrit Nikolaï Kapitonovitch Nikolskï ou Nicolas Nikolski, transcription anglaise Nikolai Kapitonovich Nikolski (en russe Николай Капитонович Никольский), né le 16 novembre 1940) est un mathématicien russe, spécialisé en analyse réelle et complexe et en analyse fonctionnelle.

## Biographie
Nikolski obtient en 1966 son doctorat en sciences (candidat : кандидат наук) à l'université d'État de Leningrad sous la direction de Victor Khavine avec une thèse intitulée  Invariant subspaces of certain compact operators (titre traduit du russe). En 1973, il obtient son habiltation en sciences (doctor : доктор наук. Il a été académicien à l'Institut de mathématiques Steklov de Leningrad et a enseigné à l'Université d'État de Leningrad. Depuis les anées 1990, il est professeur à l'université de Bordeaux.

## Recherche
Les recherches de Nikolski portent sur la théorie des opérateurs, l'analyse harmonique et l'analyse complexe, en particulier les classes de Hardy classes. Nikolski est un chercheur prolifique, autant comme auteur que comme éditeur.
Parmi ses doctorants, il y a Nikolai Makarov et Alexander Volberg.
Nikolski est l'un des mathématiciens de Leningrad qui, en 1984, ont vérifié l'exactitude de la preuve de la conjecture de Bieberbach par Louis de Branges de Bourcia.

## Prix et distinctions
Nikolski est conférencier invité au Congrès international des mathématiciens de 1978 à Helsinki  (titre de sa conférence : What problems do spectral theory and functional analysis solve for each other?). En 2012, il est élu membre de l'American Mathematical Society.

## Publications (sélection)

### Articles
- Nikolai Nikolski, « Distance formulae and invariant subspaces, with an application to localization of zeros of the Riemann ζ-function », Annales de l'Institut Fourier, vol. 45, no 1,‎ 1995, p. 143–159 (DOI 10.5802/aif.1451 , lire en ligne)
- Nikolai Nikolski, « In search of the invisible spectrum », Ann. Inst. Fourier (Grenoble), vol. 49, no 6,‎ 1999, p. 1925–1998 (DOI 10.5802/aif.1743 , lire en ligne)
- Nikolai Nikolski et Vasily Vasyunin, « Invertibility threshold for H∞ trace algebras, and effective matrix inversions », St. Petersburg Math. J., vol. 23,‎ 2012, p. 57–73 (DOI 10.1090/S1061-0022-2011-01186-0, arXiv 1010.6090). — Original publication: Algebra i Analiz, tom 23 (2011), comer 1
- Nikolai Nikolski, « In a shadow of the RH: Cyclic vectors of Hardy spaces on the Hilbert multidisc », Annales de l'Institut Fourier, vol. 62, no 5,‎ 2012, p. 1601–1626 (DOI 10.5802/aif.2731, lire en ligne)
- Nikolai Nikolski, « Sublinear dimension growth in the Kreiss Matrix Theorem », St. Petersburg Math. J., vol. 25, no 3,‎ 2014, p. 361–396 (DOI 10.1090/S1061-0022-2014-01295-2). — Original publication: Algebra i Analiz, tom 25 (2013), comer 3
- Nikolai Nikolski, « Numerically detectable hidden spectrum of certain integration operators(2016), comer 6 », St. Petersburg Math. J., vol. 28, no 6,‎ 2017, p. 773–782 (DOI 10.1090/spmj/1472). — Original publication: Algebra i Analiz, tom 28.

### Livres (éditeur ou coéditeur)
- Investigations in linear operateurs and function theory, New York : Consultants Bureau 1972
- Spectral theory of functions and operators , 2 vol., American Mathematical Society 1980
- Linear and complex analysis problem book: 199 research problems, Springer Verlag 1984
- Toeplitz operators and spectral function theory: essays from the Leningrad Seminar on Operator Theory, Birkhäuser 1989
- Kolmogorov´s Heritage in Mathematics, Springer Verlag 2007[3]
- Functional analysis I: linear functional analysis, Springer Verlag 1992
- Complex analysis, operators, and related topics : the S.A. Vinogradov memorial volume, Birkhäuser 2000
- Treatise on the shift operator. Spectral function theory, Grundlehren der mathematischen Wissenschaften 273, Springer Verlag 1986[4]

### Livres (auteur)
- avec V. P. Khavine: Linear and complex analysis problem book 3, 2 vol., Springer Verlag 1994
- Treatise on the shift operator. Spectral function theory, Grundlehren der mathematischen Wissenschaften 273, Springer Verlag 1986[4]
- Toeplitz matrices and operators : traduit du français par Danièle Gibbons et Greg Gibbons, Cambridge, Cambridge University Press, coll. « Cambridge Studies in Advanced Mathematics » (no 182), 2020, xxii + 430 (ISBN 978-1-107-19850-0 et 978-1-108-18257-7, zbMATH 1466.15001). — Traduction de : Matrices et opérateurs de Toeplitz, Paris, Calvage et Mounet, coll. « Mathématiques en Devenir » (no 116), 2017, xxiii + 417 (ISBN 978-2-916352-47-3, zbMATH 1436.15001).
- Hardy spaces : Translated from the French, Cambridge, Cambridge University Press, coll. « Cambridge Studies in Advanced Mathematics » (no 179), 2019, xviii + 277 (ISBN 978-1-107-18454-1 et 978-1-316-88210-8, zbMATH 1429.30002). — Traduction de : Nikolaï Nikolski, Éléments d'analyse avancée t. 1 - Espaces de Hardy, Belin, novembre 2012  (ISBN 978-2701163482)